# NGC 3548
NGC 3548 este o galaxie situată în constelația . A fost descoperită în  de către John Herschel.